# Пунтагорда
Пунтагорда (ісп. Puntagorda) — муніципалітет в Іспанії, у складі автономної спільноти Канарські острови, у провінції Санта-Крус-де-Тенерифе, на острові Ла-Пальма. Населення — 2177 осіб (2010).
Муніципалітет розташований на відстані близько 1840 км на південний захід від Мадрида, 170 км на захід від Санта-Крус-де-Тенерифе.
На території муніципалітету розташовані такі населені пункти: (дані про населення за 2010 рік)
- Фагундо: 334 особи
- Ель-Пінар: 1172 особи
- Пунтагорда: 502 особи
- Ель-Роке: 169 осіб

## Демографія
Динаміка населення (INE ):

## Галерея зображень

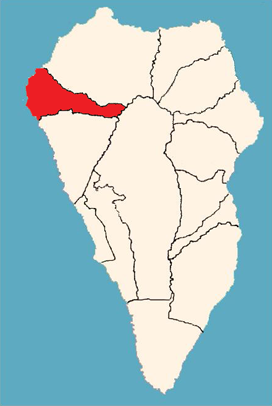
Розташування муніципалітету на острові Ла-Пальма
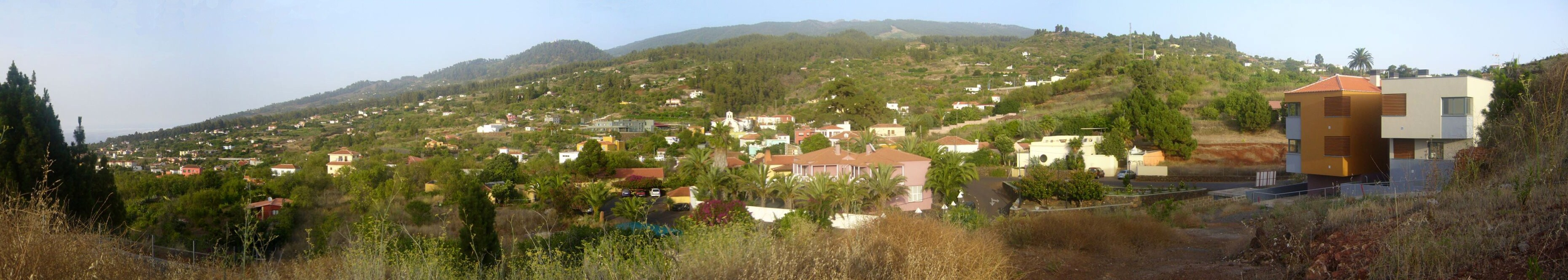
Пунтагорда